# Betty Friedan
Betty Friedan (4. februar 1921 - 4. februar 2006) født i Illinois var en amerikansk forfatter og feministisk aktivist. Hendes bog The Feminine Mystique blev banebrydende for Second wave feminismen i USA i det 20. århundrede.[kilde mangler]
I 1966 var Friedan medstifter af National Organization for Women, hvor hun sad som formand indtil 1970. I august 1970 organiserede Friedan den landsdækkende strejke Women's Strike for Equality på halvtredsårsdagen for kvinders stemmeret i USA. Strejken fik langt større tilslutning end forventet og forsamlede blandt andet 50.000 til en demonstration i New York.

## Baggrund
Friedan blev født ind i en jødisk familie af russisk/ungarsk oprindelse med fødenavnet Goldstein. Hendes forældre havde en guldsmedeforretning. Da hendes far, Harry, blev for syg til at arbejde, begyndte hendes mor, Miriam, at forsørge familien ved at arbejde som journalist. Friedan var allerede som meget ung aktiv i såvel marxistiske som jødiske grupper. Some elev på Peoria High School var hun aktiv i redaktionen på skolebladet; men da hun fik en artikel afvist, startede hun i stedet det litterære tidskrift, Tide, sammen med nogle venner. i sit første år på Smith College i 1938, modtog hun en pris for "outstanding academic performance". Senere begyndte hun at udgive sine digte og endte som ledende redaktør på bladet, hvor hun skrev politiske anti-krigs ledere. Hun graduerede summa cum laude fra Smith College i 1942 og blev uddannet i psykologi fra University of California i Berkeley.

## The feminine mystique
Friedans bog The feminine mystique fra 1963 var oprindeligt tænkt som en artikel, men projektet greb om sig og Friedan endte med at have stof til en bog. Bogen er dels baseret på en lang række interviews med hjemmegående husmødre og dels baeret på psykologisk forskning og medie- og reklameforskning. Bogen dokumenterer i hvilken grad de kvinder der har måttet opgive studier og job for at passe børn og hus er ulykkelige. Dette omtales som 'the problem with no name' og defineres i bogens indledning således: "Problemet lå begravet, upåtalt i mange amerikanske kvinders sind i årevis. Det var en sær uro, en følelse af utilfredshed, en længsel som kvinder led af midt i det tyvende århundrede i USA. Hver eneste forstadsfrue kæmpede alene med det. Imens hun redte senge, købte ind - hun var endog bange for at stille sig selv det tavse spørgsmål - er dette her virkelig alt?"

Friedan argumenterede for, at kvinder i modsætning til hvordan det blev fremstillet i datidens medier, var fuldt ud i stand til at påtage sig et hvilket som helst job de måtte ønske, i lige så høj grad som mænd.